# Ríma Džufaliová
Ríma Džufaliová (* 18. ledna 1992 Džidda) je automobilová závodnice ze Saúdské Arábie.
Od dětství se zajímala o automobilové závody. Studovala v USA na Northeastern University v Bostonu a v roce 2010 začala jezdit. V Saúdské Arábii získala řidičské oprávnění v roce 2017, kdy byl zrušen zákon zakazující ženám řídit motorová vozidla.
V roce 2019 nastoupila do britského šampionátu Formule 4 a stala se tak první ženou ze Saúdské Arábie v profesionálním motosportu. Byla členkou týmu Double R Racing a obsadila celkově třinácté místo. Účastní se také seriálu závodů elektřinou poháněných vozů Jaguar I-Pace eTrophy.